# Tenor (Suchmaschine)
Tenor ist eine von Google betriebene Websuchmaschine zum Finden von animierten Bilddateien im Graphics Interchange Format (GIF). Tenor wird für die GIF-Tastaturen bei Android, iOS und macOS verwendet.

## Geschichte
Die Unternehmer David Macintosh, Erick Hachenburg und Frank Nawabi gründeten im Februar 2014 zunächst die Firma Riffsy. Nachdem der Risikokapitalgeber Redpoint Ventures investierte, wurde der Firmenname am 9. August 2016 in Tenor umbenannt. Am 27. März 2018 wurde Tenor von Google gekauft, tritt aber weiterhin unter eigenem Namen auf.

## Wettbewerber
Meta betreibt eine Websuchmaschine mit dem Namen Giphy zum Finden von GIF-Dateien.
Laut der CMA (Competition and Markets Authority, Wettbewerbsbehörde im Vereinigten Königreich) ist Giphy der einzige direkte Wettbewerber zu tenor.